# Kweta
Kweta (ang. Quetta, urdu کوئٹہ) – miasto w zachodnim Pakistanie, w dystrykcie Kweta, stolica prowincji Beludżystan. Położone jest w kotlinie w północnej części gór Brahui.
W mieście rozwinął się przemysł włókienniczy, maszynowy, chemiczny, celulozowo-papierniczy, spożywczy, cementowy oraz rzemieślniczy.

## Historia
Nazwa miasta pochodzi od słowa kwatta znaczącego fort w języku paszto. Po raz pierwszy pojawia się w XI wieku. W 1543 roku Humajun, władca z dynastii Mogołów, zatrzymał się tu w drodze do Persji. Mogołowie rządzili Kwetą do 1556 roku, kiedy stracili je na rzecz Persów, by je odzyskać w 1595 roku.
W 1828 roku dotarli do miasta pierwsi zachodni podróżnicy, którzy opisali miasto osadą składającą się z 300 domków z błota, otaczających fort. W 1876 roku miasto zostało częścią Indii brytyjskich. W 1935 roku zostało zniszczone przez trzęsienie ziemi. Od 1947 roku należy do Pakistanu.
13 grudnia 2007 roku w wyniku wybuchu bomby zginęło 7 osób, kiedy dwaj zamachowcy-samobójcy zdetonowali ją w wojskowej placówce kontrolnej.

## Demografia
| 1961    | 1972    | 1981    | 1998    | 2013     | 2017      |
| ------- | ------- | ------- | ------- | -------- | --------- |
| 106 633 | 158 026 | 285 719 | 565 137 | 865 125* | 1 001 205 |

*Szacunkowo